# Muzeum Archeologiczne w Delfach
Muzeum Archeologiczne w Delfach (gr. Αρχαιολογικό Μουσείο Δελφών) – muzeum archeologiczne poświęcone historii sanktuarium w Delfach i wyroczni delfickiej od czasów prehistorycznych do późnej starożytności oraz znalezionym tu artefaktom. W zbiorach muzeum znajdują się m.in. dary wotywne dla Apollina (przedmioty z brązu, srebra i kości słoniowej, posążki, wazy i rzeźby), omfalos – uważany przez starożytnych Greków za pępek świata, blizniaczy kurosi – Kleobis i Biton, Sfinks Naksyjczyków i brązowy posąg Woźnicy.
Muzeum zostało zbudowane w 1903 roku po zakończeniu głównych prac wykopaliskowych prowadzonych przez archeologów francuskich. Po odrestaurowaniu i powiększeniu w latach 1950–1960 muzeum zostało zreorganizowane, ostatnią modernizację przeprowadzono w 1999 roku.

## Historia
Pierwsze muzeum w Delfach zostało ufundowane przez greckiego bankiera i filantropa Andreasa Syngrosa (1831–1899) dla przechowywania artefaktów znalezionych przez francuskich archeologów podczas prac trwających od 1892 roku. Gmach muzeum powstał w 1903 roku według planów francuskiego architekta Alberta Tournaire (1862–1958). Dwuskrzydłowy budynek został następnie rozbudowany w latach 1935–1936, a dwa lata później otwarto nowo-zaaranżowaną wystawę. W 1956 roku wybudowano osobny magazyn na przechowywanie inskrypcji.
W 1958 roku przeprowadzono modernizację muzeum pod kierunkiem greckiego architekta Pátroklosa Karantinósa (1903–1976). Nowa wystawa powstała w latach 1960–1963.
W 1975 roku cześć pomieszczeń magazynowych i pracowni zaaranżowano dla potrzeb wystawy przedmiotów wotywnych znalezionych na „Świętej Drodze”, którą otwarto w 1978 roku. W 1999 roku przeprowadzono kolejną modernizację muzeum, dodając nowe powierzchnie wystawiennicze, magazynowe, laboratoryjne i użytkowe.

## Zbiory
Wystawa stała muzeum ukazuje historię sanktuarium w Delfach i wyroczni delfickiej od czasów prehistorycznych do późnej starożytności.
W muzeum prezentowane są m.in. dary wotywne dla Apollina (przedmioty z brązu, srebra i kości słoniowej, posążki, wazy i rzeźby), omfalos – uważany przez starożytnych Greków za pępek świata czy posąg Woźnicy.
Zbiory wystawiane są w czternastu galeriach w porządku chronologicznym:

### Galerie I–II: powstanie sanktuarium i pierwsze dary
Wystawa poświęcona jest powstaniu sanktuarium, okresowi przed nastaniem kultu Apollina i okresowi przejściowemu do nowego kultu. W pierwszej galerii prezentowane są m.in. figurki mykeńskie, kamienne rytony minojskie, brązowe trójnogi oraz najstarsze dary wotywne – m.in. tarcze kreto-cypryjskie, misa fenicka, fibule frygyjskie i syryjskie syreny – oraz figurki w stylu geometrycznym. W drugiej galerii znajdują się dary wotywne z VIII–VII w. p.n.e., m.in. figurki zwierząt, biżuteria i hełmy, oraz miniaturowe kurosy w stylu orientalizującym.

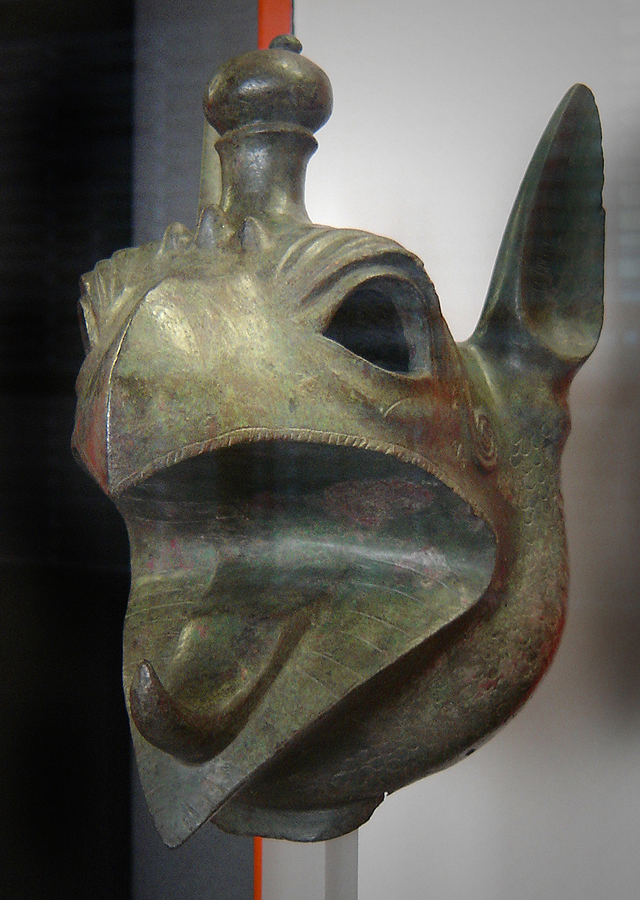
Głowa gryfa z brązu
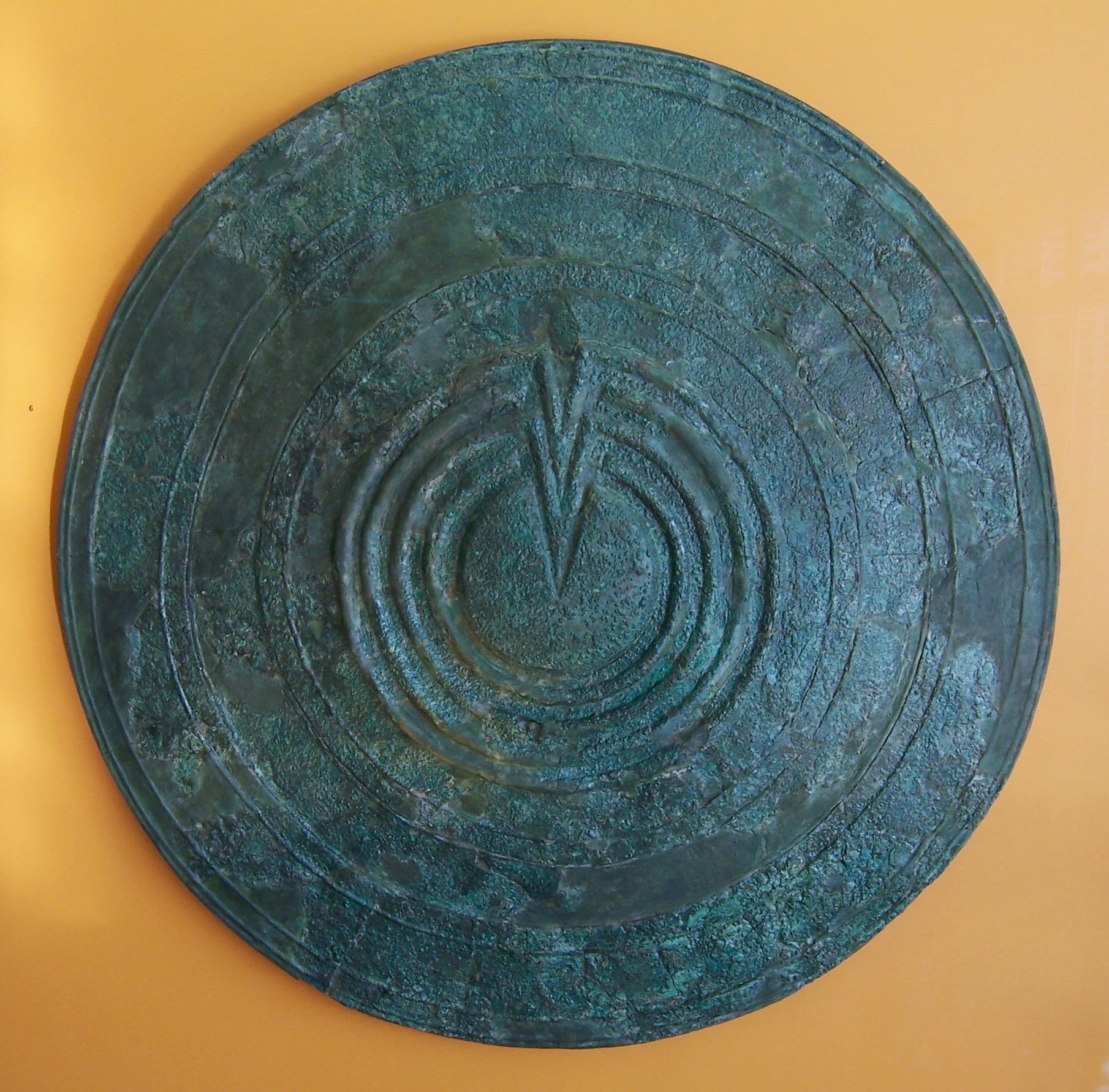
Brązowa tarcza wotywna
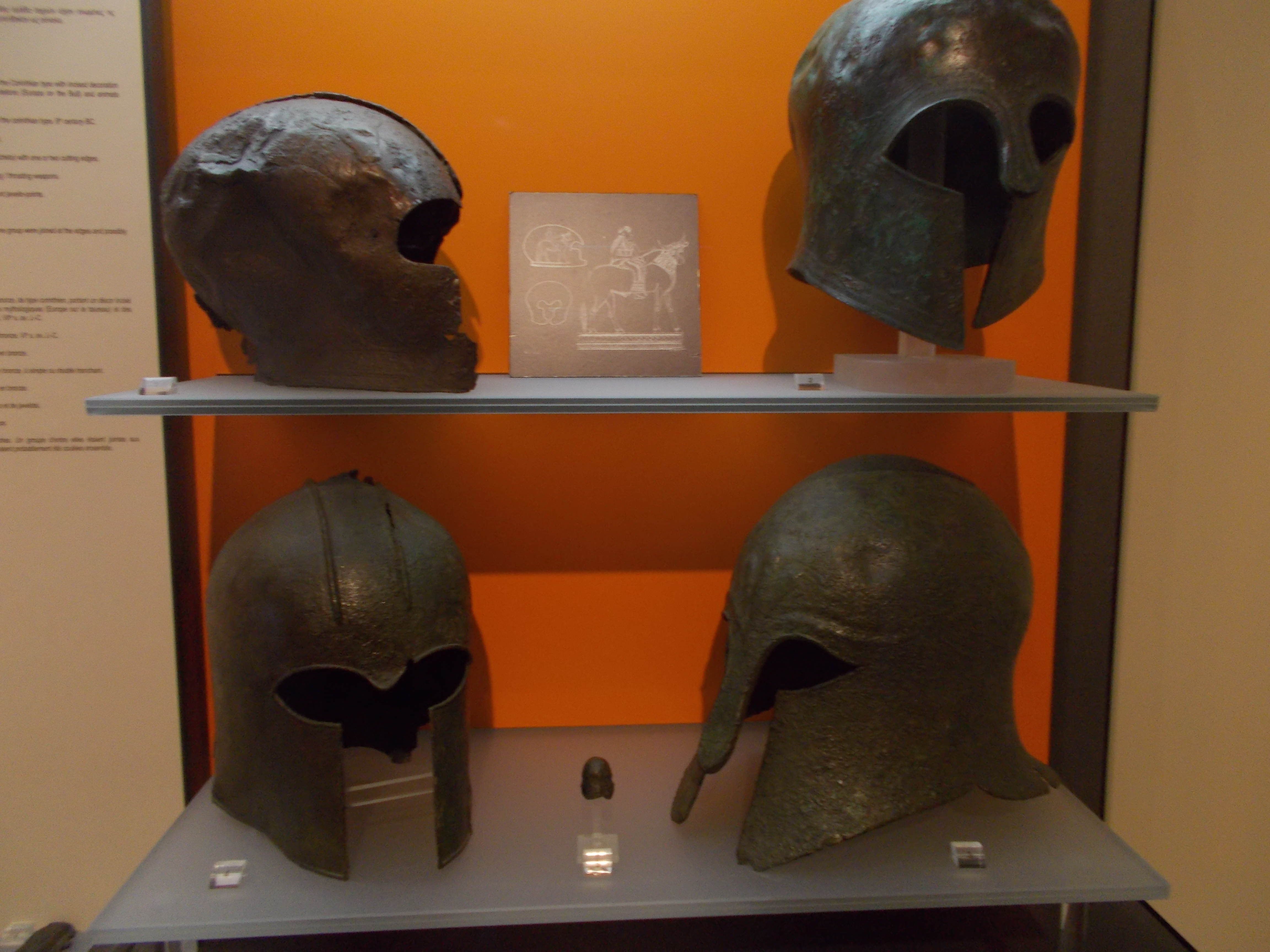
Brązowe hełmy
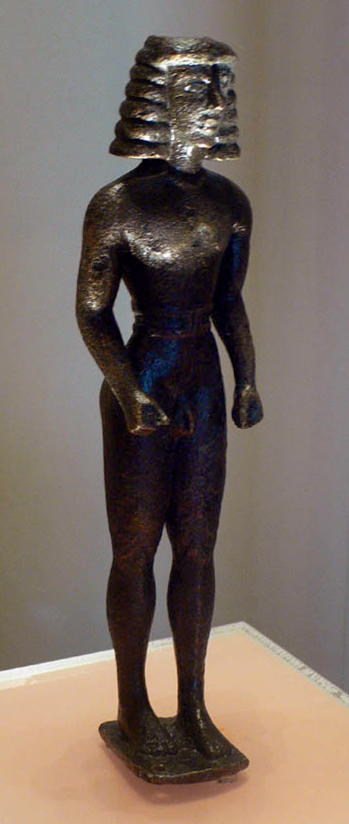
Miniaturowy kuros z brązu w stylu orientalizującym

### Galeria III: wczesny okres archaiczny

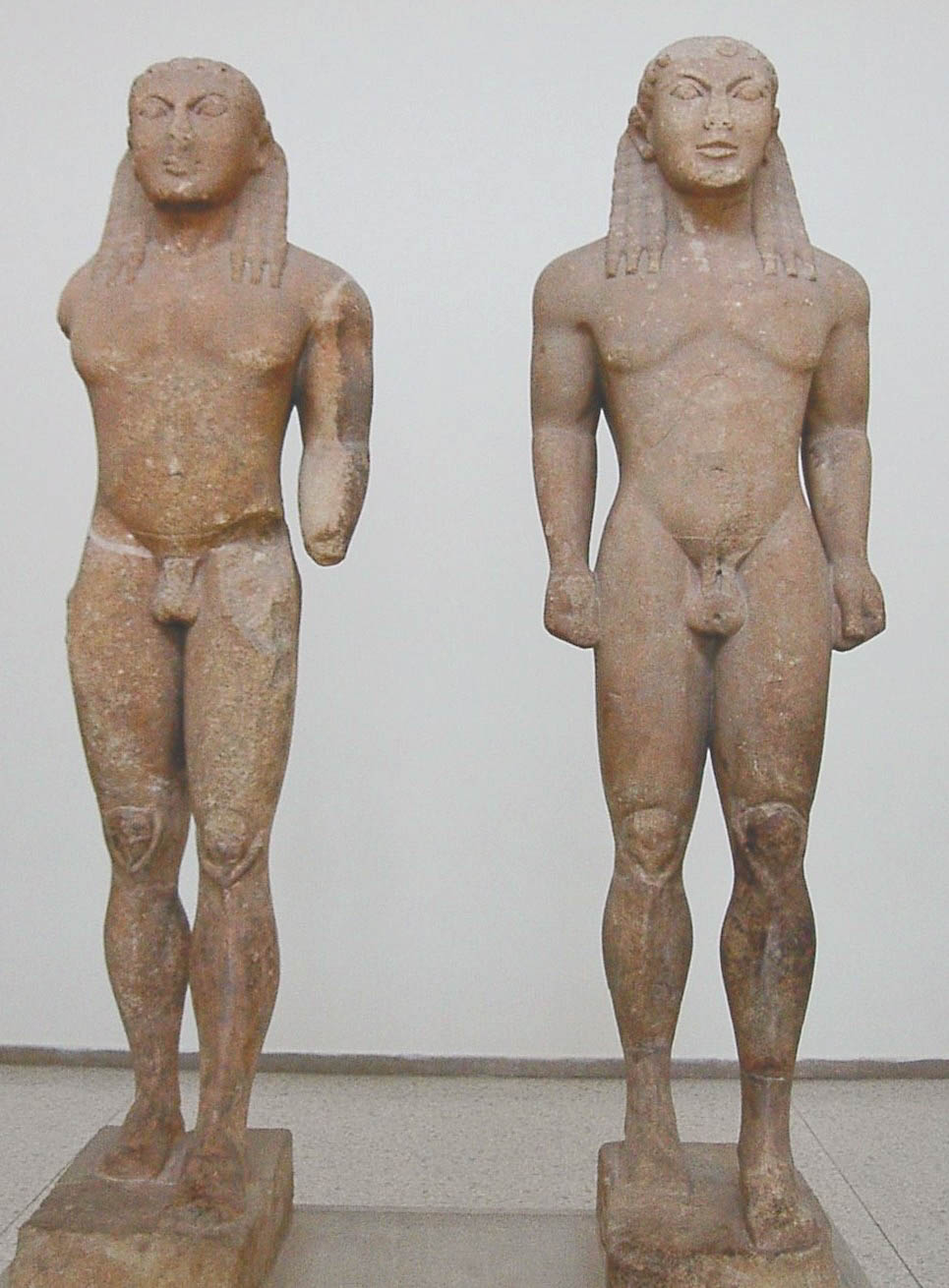
Kleobis i Biton

Na wystawie prezentowani są dwaj archaiczni kurosi – Kleobis i Biton – każdy prawie dwumetrowej wysokości. Hipotetycznie identyfikowani z Kleobisem i Bitonem, synami kapłanki Kydippe, którzy zaprzęgli się do powozu, by zawieźć matkę do sanktuarium. Jednakowoż mogą oni być Dioskurami. Na bazach obu kurosów widnieje sygnatura Polimedesa z Argos (610–580 p.n.e.). Ponadto w galerii znajduje się kolekcja przedmiotów z brązu oraz fryz ze skarbca Sykionu.

### Galeria IV: „Święta droga” – depozyt wotywny
W galerii prezentowane są znaleziska z depozytu wotywnego „świętej drogi” – dary wotywne składane przez miasta wschodniej Grecji w okresie archaicznym. Dary odkryto w dwóch podziemnych depozytach, gdzie były przechowywane po tym jak zostały uszkodzone w pożarze w V w. p.n.e. W depozytach odkryto spaloną ziemię i popiół oraz liczne fragmenty kości słoniowej, złota, srebra, brązu, żelaza i gliny, z których zrekonstruowano oryginalne artefakty, m.in. rzeczywistej wielkości byka z blaszek srebra połączonych klamerkami z brązu, które okrywały model z drewna, i trzy rzeczywistej wielkości chryzelefantynowe statuy z VI w. p.n.e.

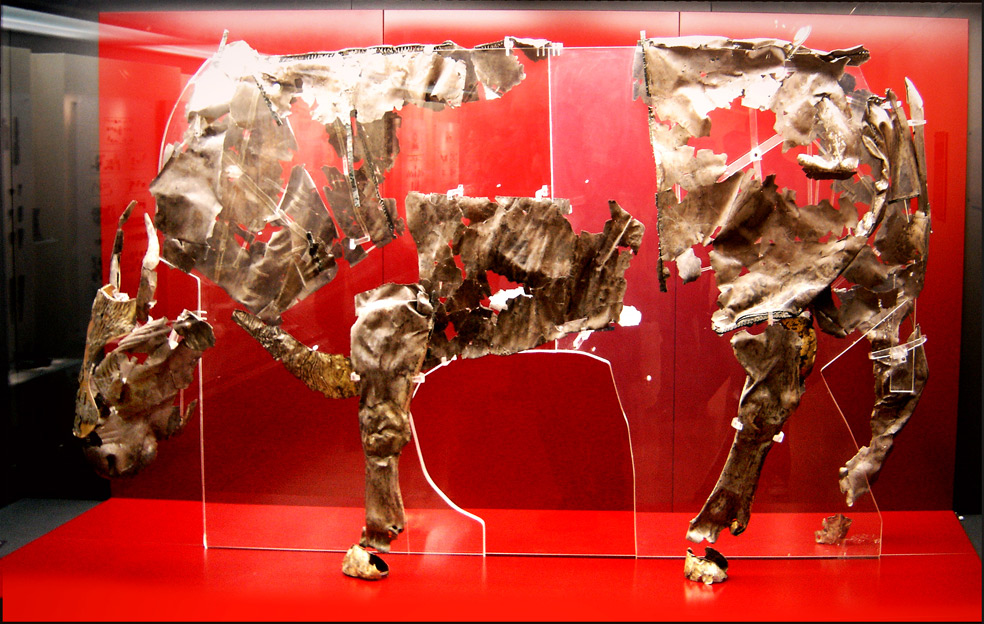
Pozostałości srebrnego byka
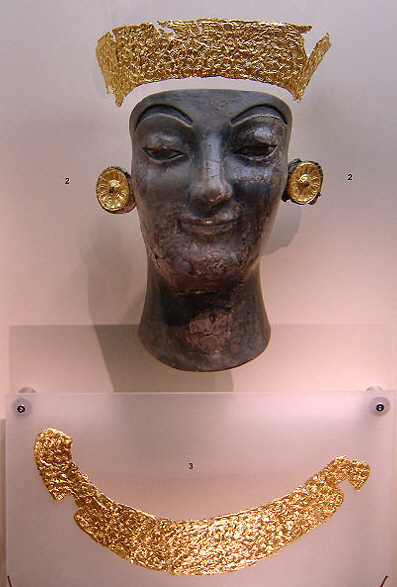
Fragment chryzelefantynowej rzeźby
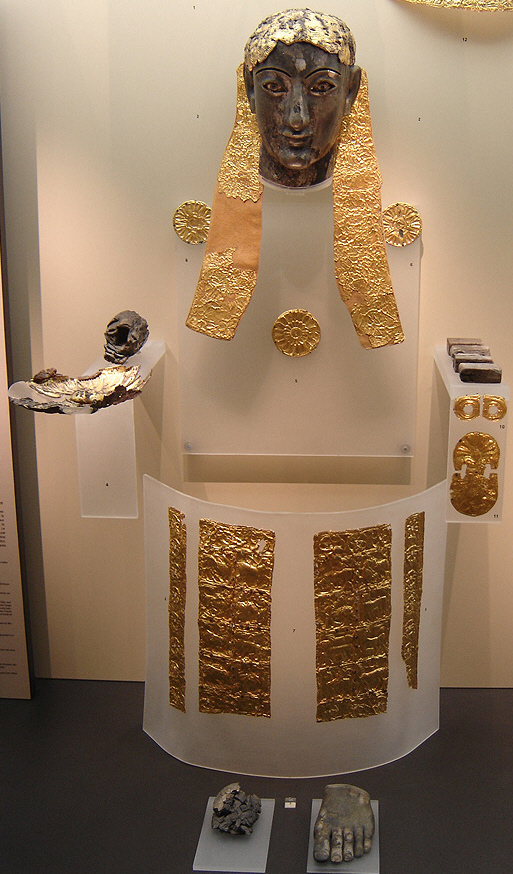
Fragment chryzelefantynowej rzeźby
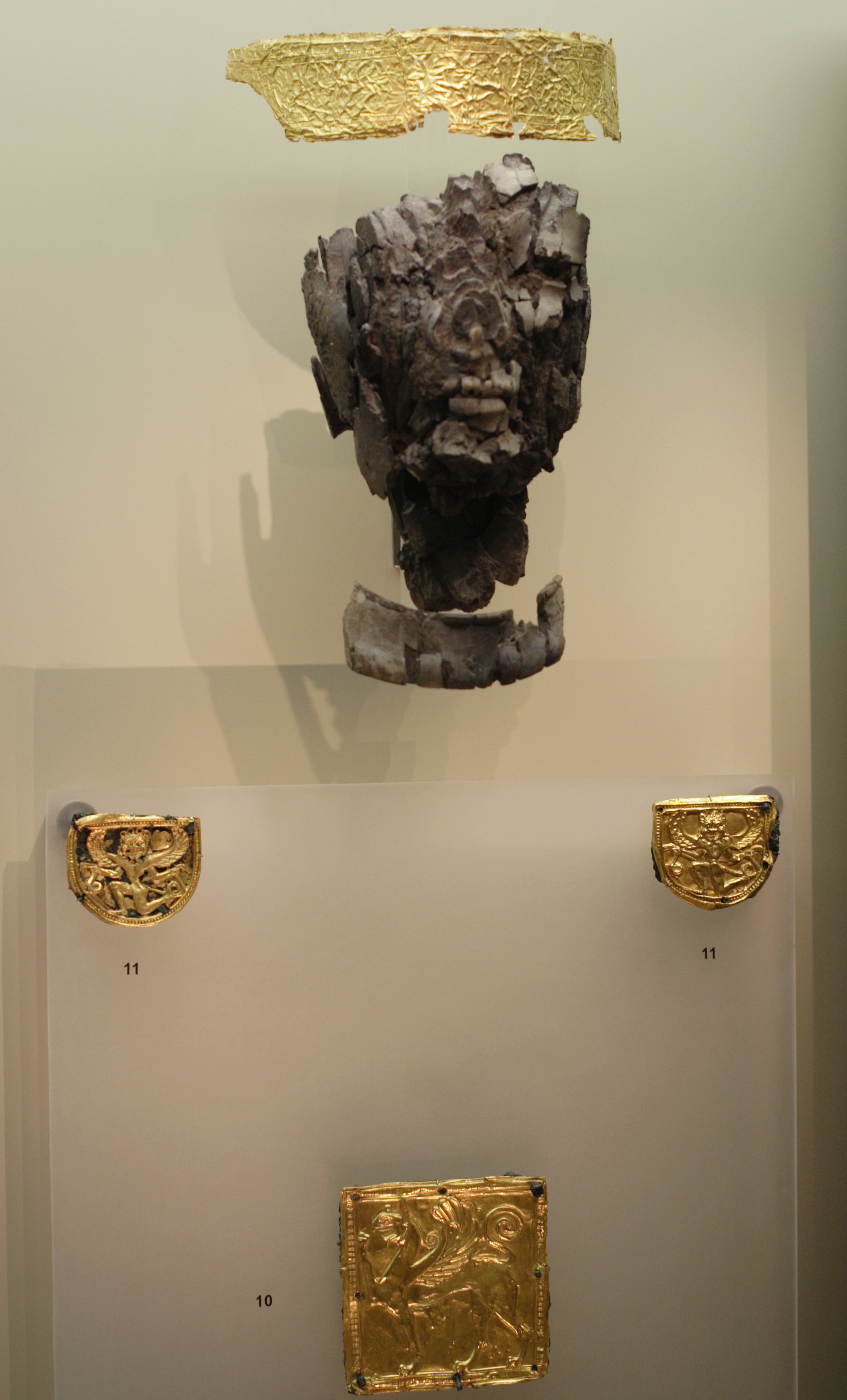
Fragment chryzelefantynowej rzeźby

### Galeria V: Skarbiec Syfnijczyków
Wystawa piątej galerii obejmuje fragmenty dekoracji rzeźbiarskiej skarbca Syfnijczyków – pozostałości fryzu, wschodniego frontonu, węgarów, nadproża i kariatyd. Fryz – dzieło Endojosa i innego artysty z ok. 525 roku p.n.e. – zachował się w relatywnie dobrym stanie: po stronie wschodniej ukazano bogów olimpijskich obserwujących bitwę między Grekami a Trojanami, po stronie południowej – scenę porwania kobiety (Hippodamei przez Pelopsa lub jednej z Leukippid przez Dioskurów), po stronie zachodniej – scenę wyboru najpiękniejszej bogini przez Parysa a po stronie północnej – sceny gigantomachii. W niektórych miejscach zachowały się ślady kolorów farb, m.in. niebieskiego tła.
Wystawiona jest tu również marmurowa rzeźba Sfinksa – dar Naksyjczyków, która stała w sanktuarium delfickim na szczycie jońskiej kolumny o wysokości ponad 12 m.

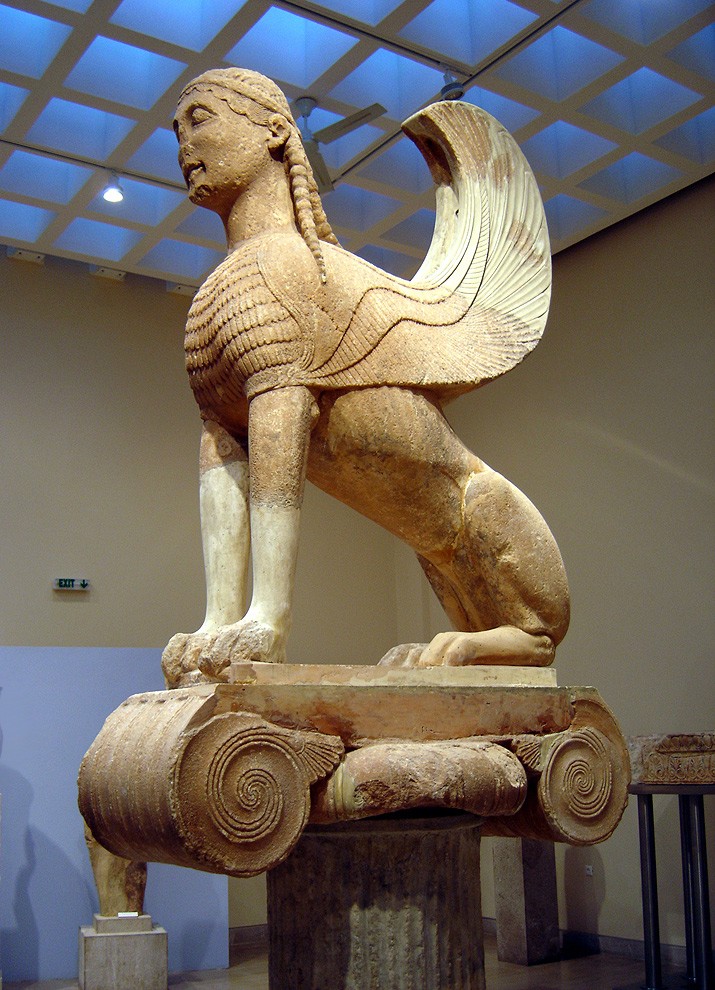
Sfinks Naksyjczyków
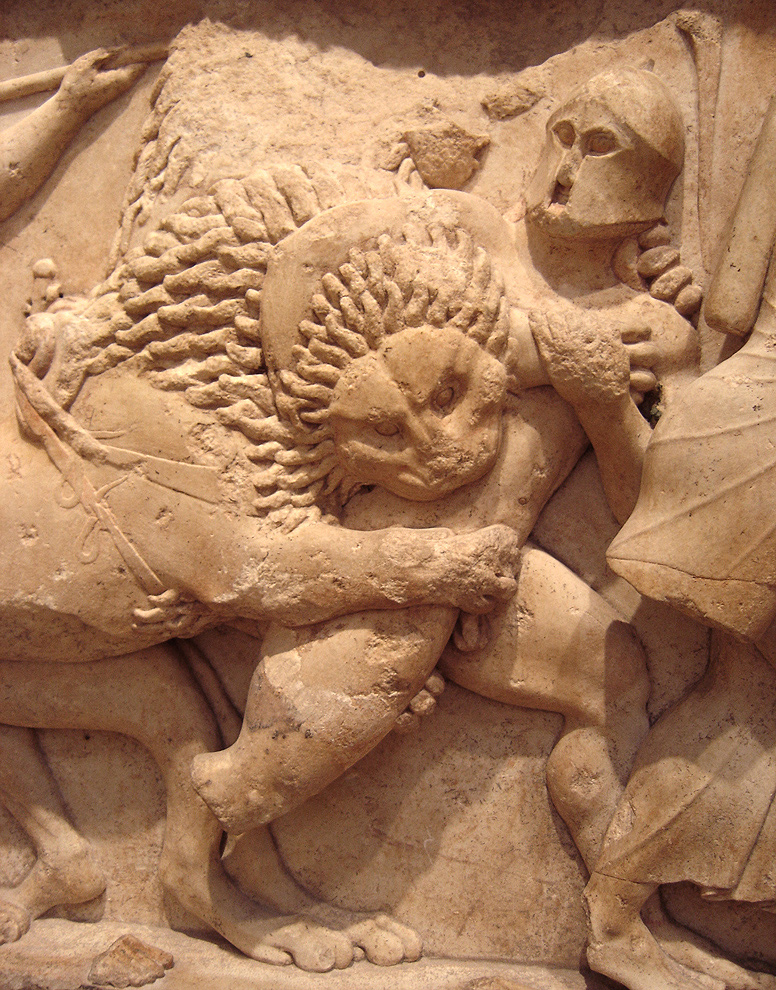
Część fryzu skarbca Syfnijczyków
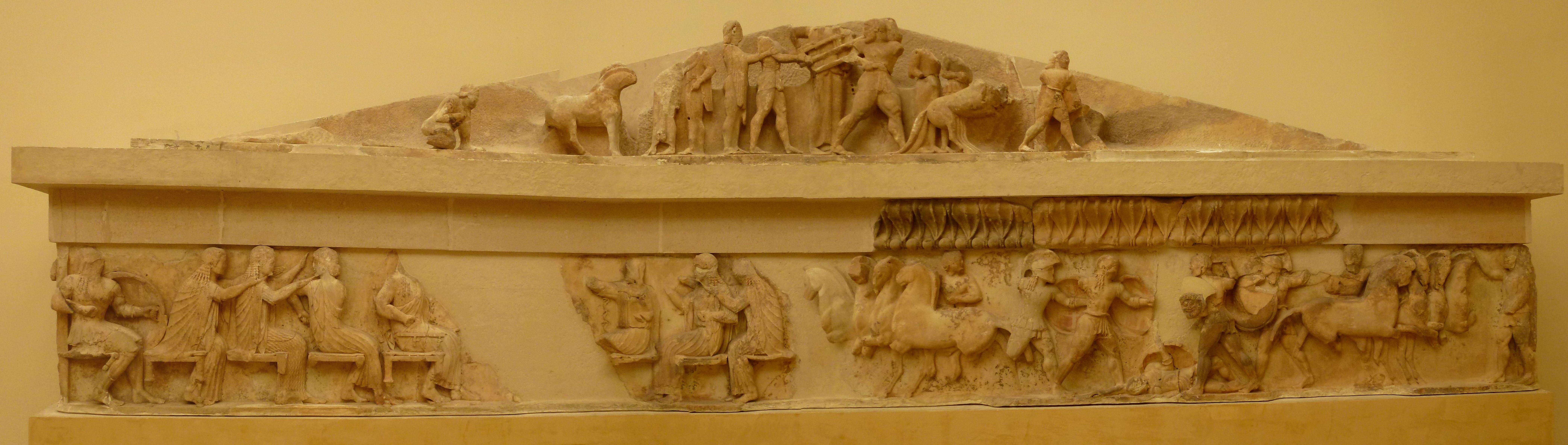
Wschodni fronton skarbca Syfnijczyków
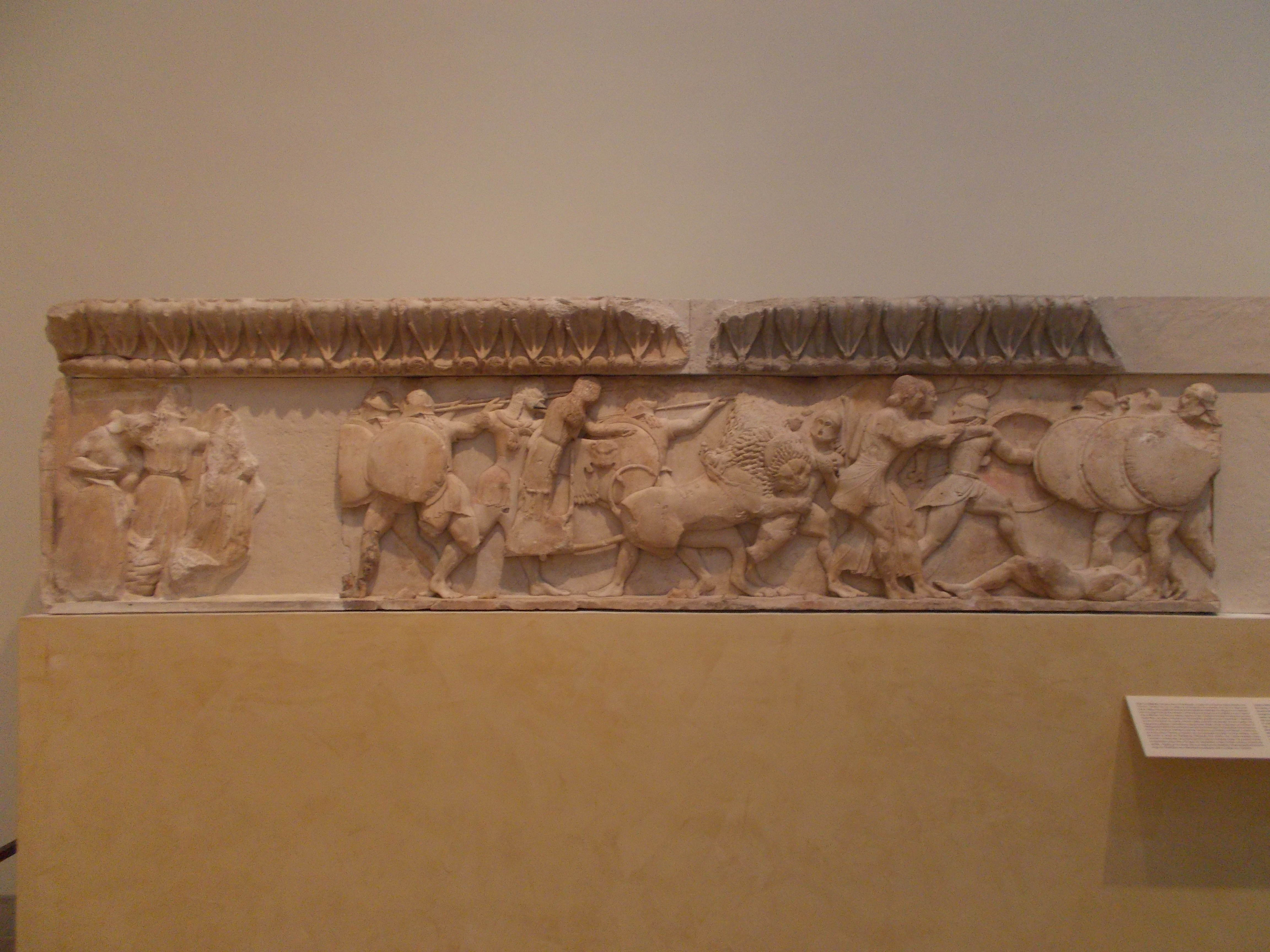
Część fryzu skarbca Syfnijczyków
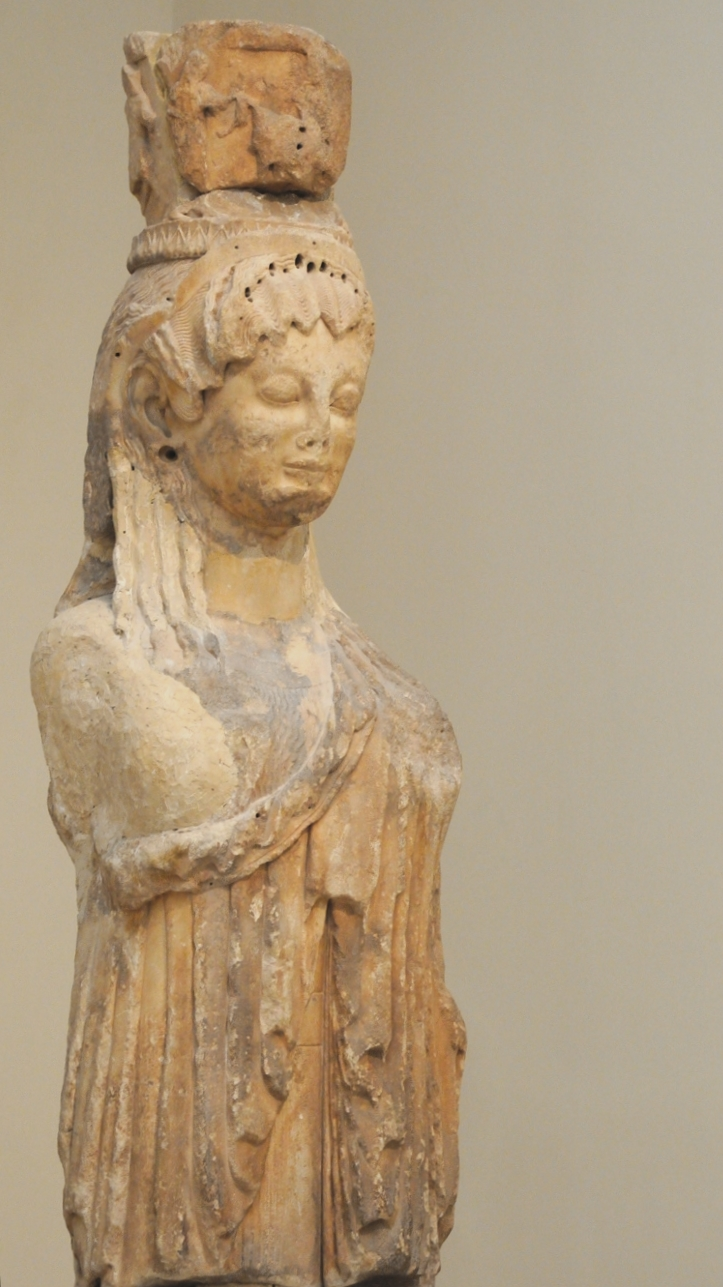
Kariatyda ze skarbca Syfnijczyków

### Galeria VI: świątynia Apollina
W galerii prezentowane są elementy architektoniczne delfickiej świątyni Apollina, m.in. rzeźby frontonów archaicznej i klasycznej świątyni.

Fragmenty marmurowych rzeźb zdobiących archaiczną świątynię Apollina, 510–500 p.n.e.
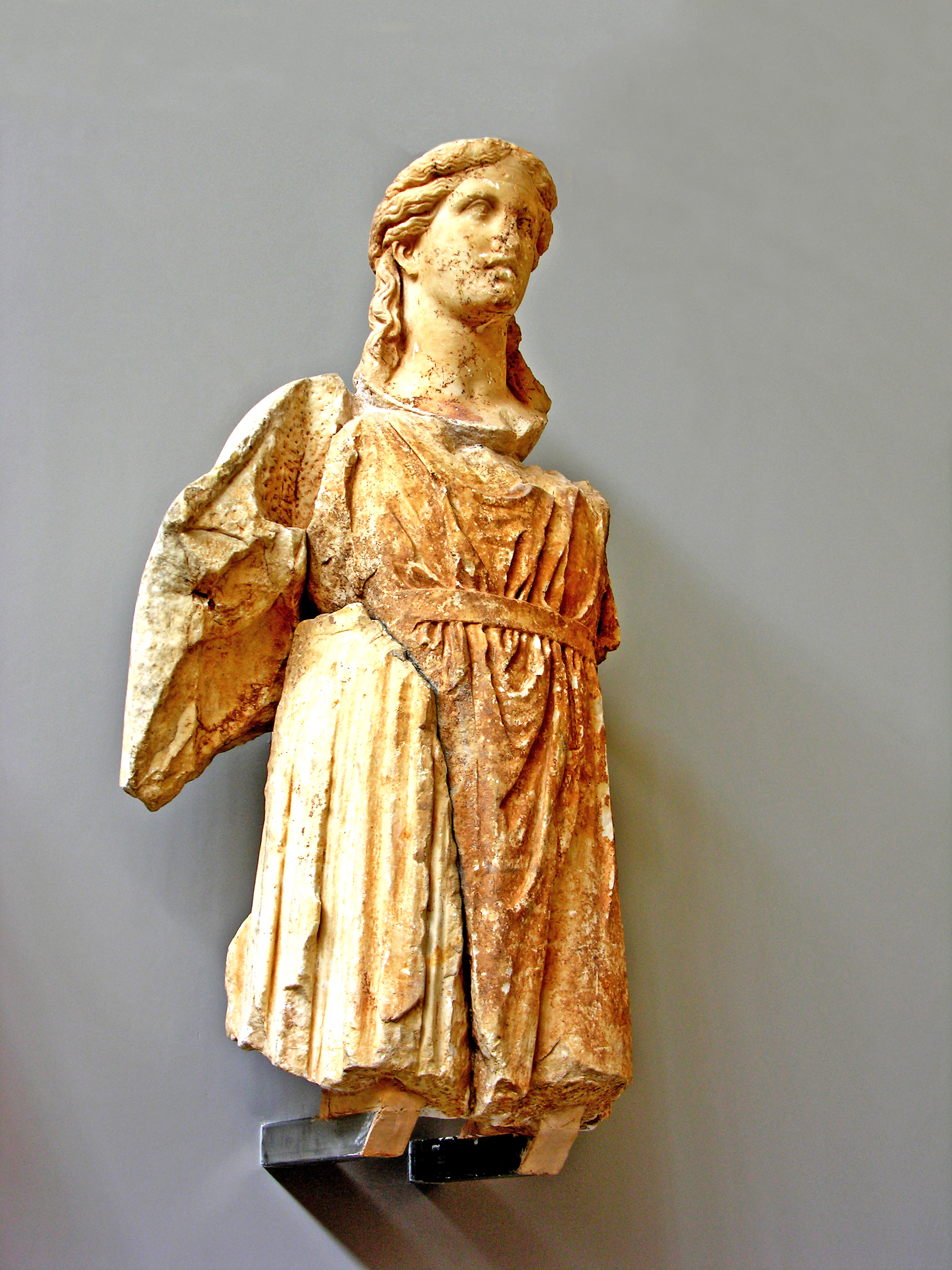
Marmurowa rzeźba przedstawiająca Dionizosa z zachodniego frontonu klasycznej świątyni Apollina, ok. 330 p.n.e.

### Galerie VII–VIII: Skarbiec Ateńczyków
W galeriach wystawione są elementy dekoracji rzeźbiarskiej skarbca Ateńczyków – fryz i metopy w galerii siódmej, w galerii ósmej akroteriony przedstawiające Amazonki na koniach, elementy frontonu i inskrypcje z hymnami na cześć Apollina. Skarbiec zdobiło 30 metop przedstawiających przygody Tezeusza – 9 po reprezentacyjnej, południowej stronie skarbca oraz prace Heraklesa – 9 po stronie północnej, bok wschodni zdobiło 6 metop ze scenami Amazonomachii a bok zachodni 6 metop ze scenami uprowadzenia wołów Gerionesa.
W galerii znajduje się również naczynie z V w. p.n.e. z charakterystycznym przedstawieniem Apollina – Kyliks Apollina.

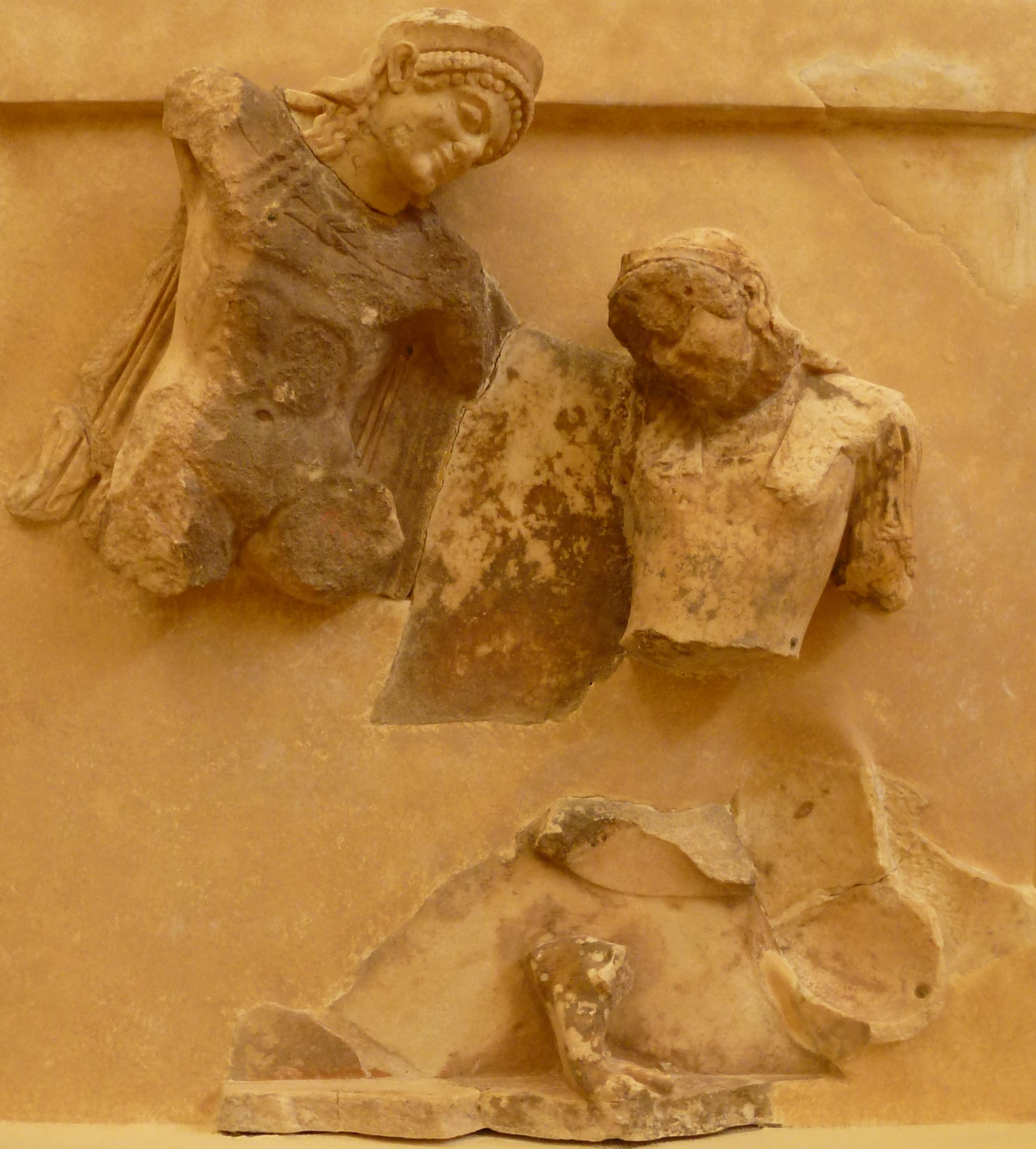
Metopa: Tezeusz i Antiopa
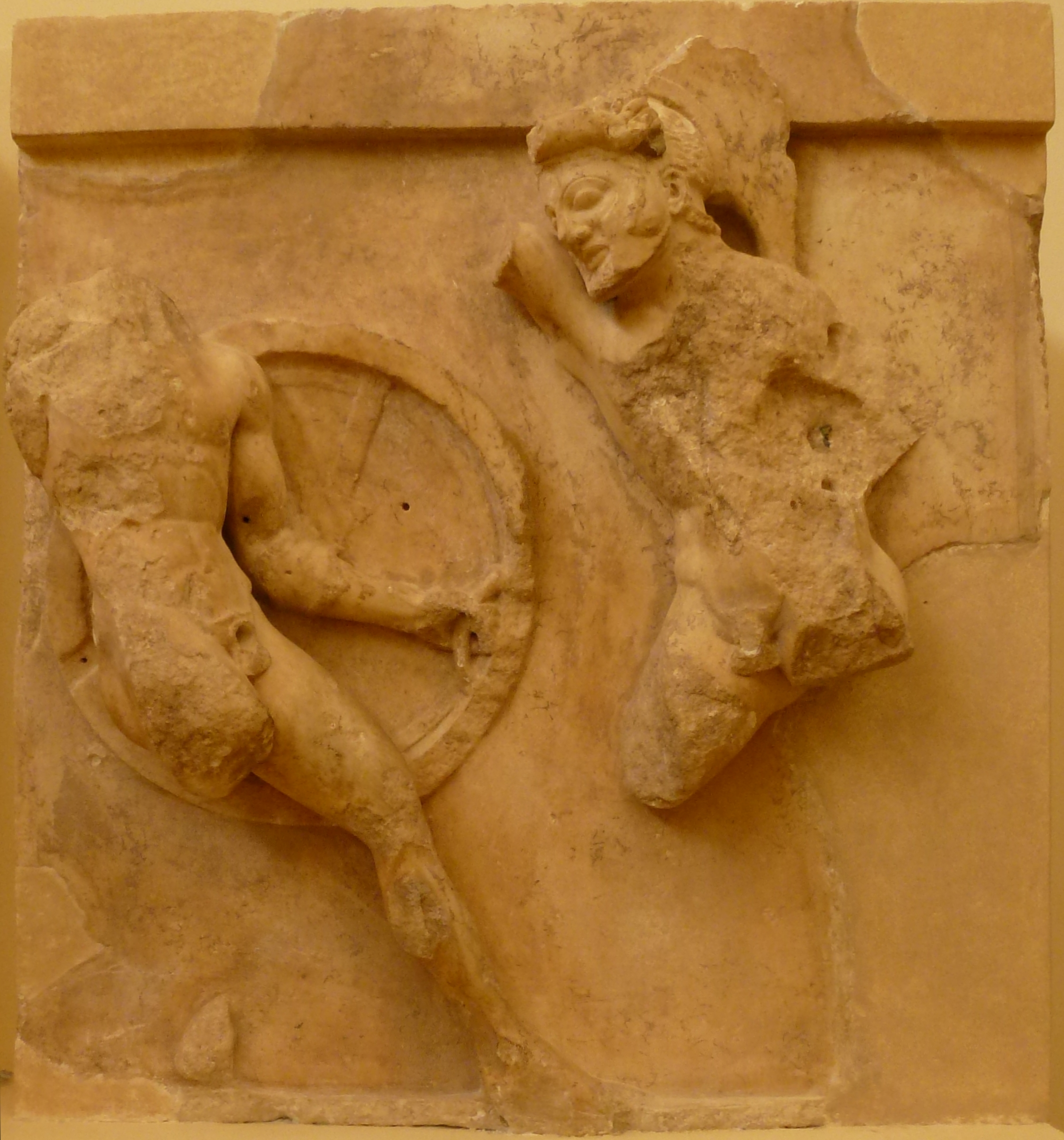
Metopa: Herakles z cerberem Kyknosem
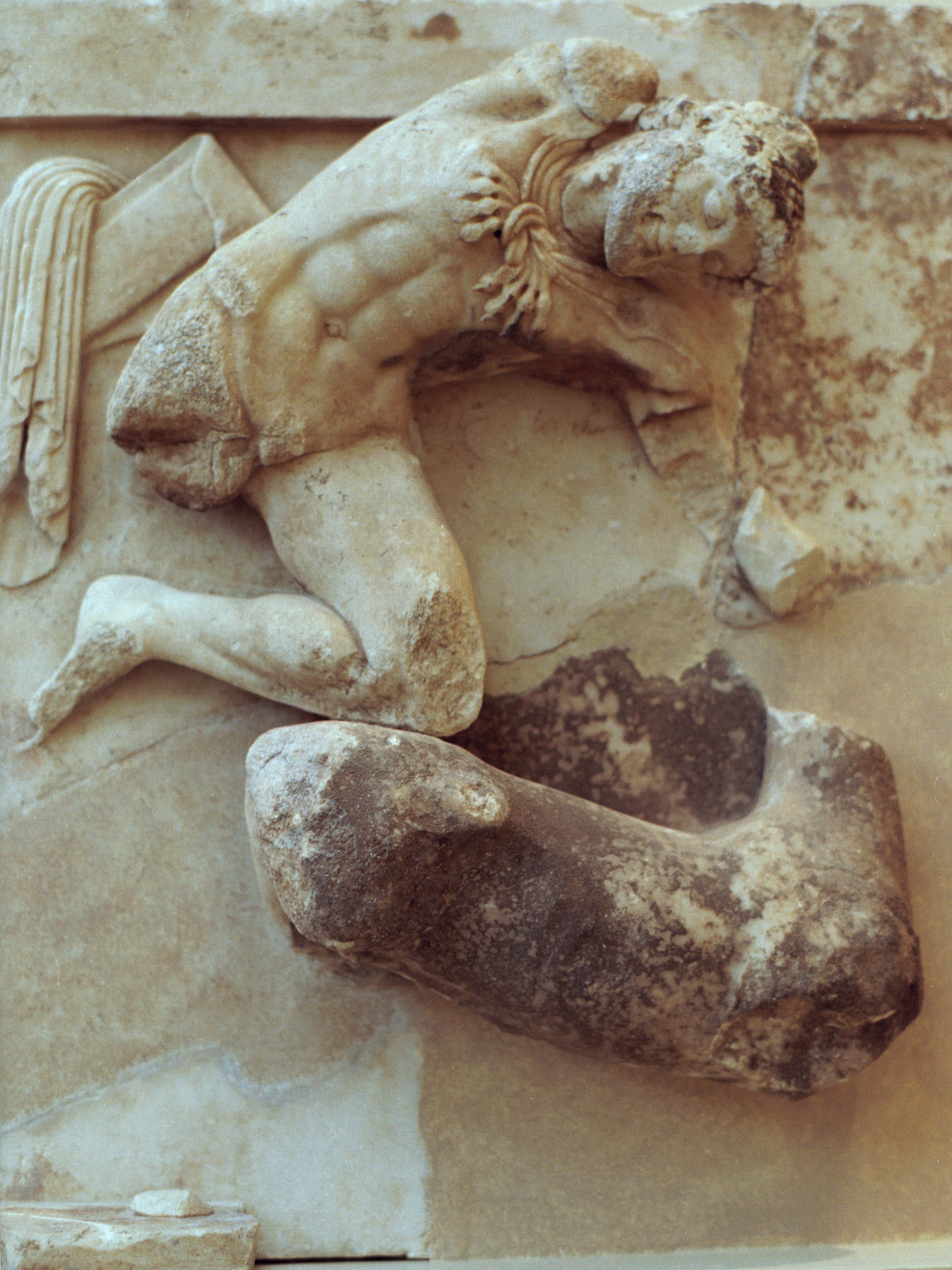
Metopa: Herakles i łania kerynejska
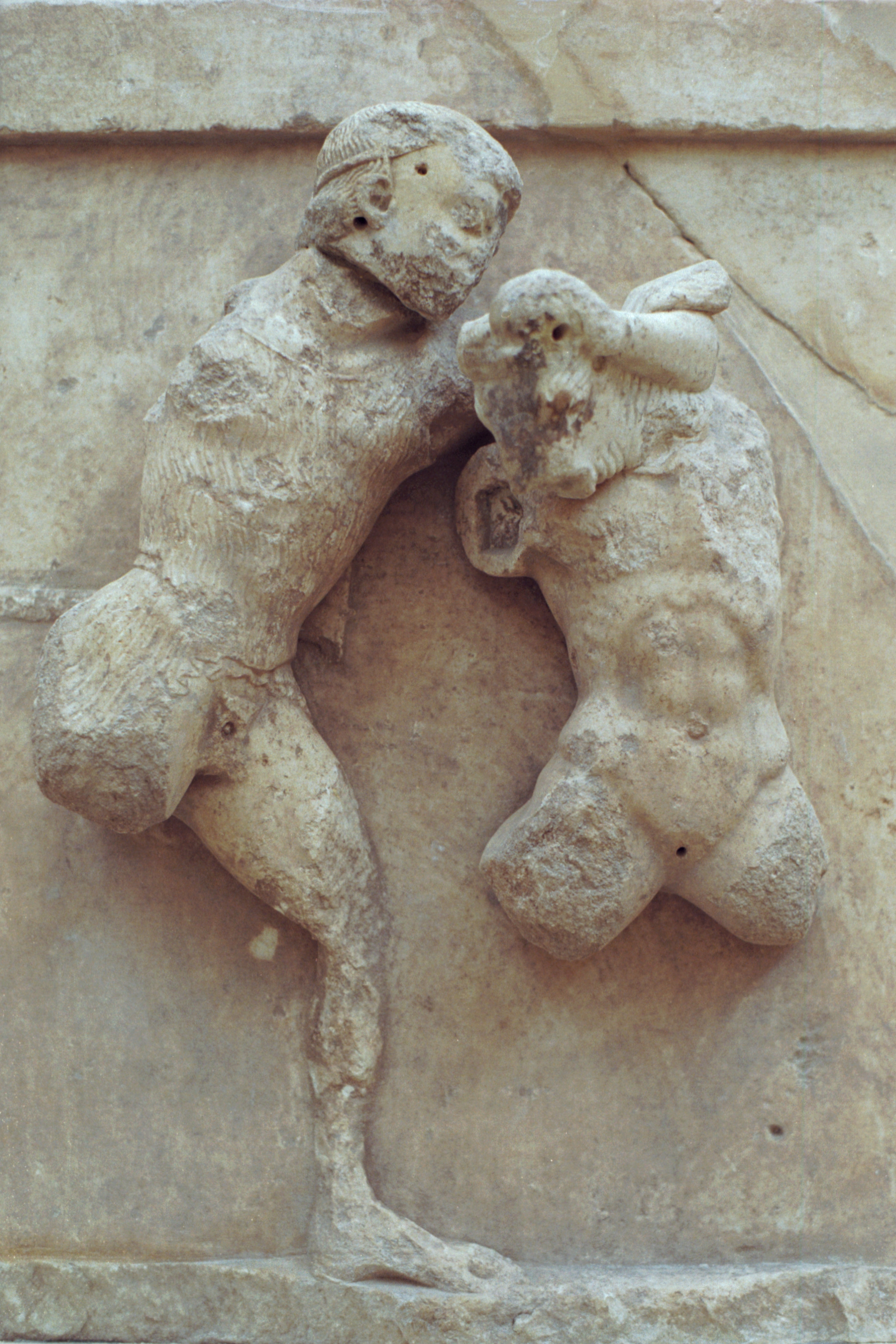
Metopa: Tezeusz i minotaur

### Galeria IX: dary wotywne z V w. p.n.e.
Na wystawie prezentowane są dary wotywne z V w. p.n.e. oraz dekoracje rzeźbiarskie i terakotowe skarbca Massalijczyków i skarbca Dorów z delfickiego sanktuarium Ateny Pronaia, akroteriony innych budowli sanktuarium, charakterystyczne rzygacze i antefiksy. Znajdują się tu również trzy brązowe posagi wotywne: peploforos trzymający kadzielnicę, mężczyzna grający na flecie i grupa dwóch atletów, oraz głowa kobiety.

### Galeria X: Tolos
Galeria poświęcona jest delfickiemu tolosowi. Prezentowane są tu elementy dekoracji rzeźbiarskiej, m.in. dwa kapitele – dorycki i koryncki, metopy i dwa fryzy.

### Galeria XI: późny okres klasyczny i okres hellenistyczny

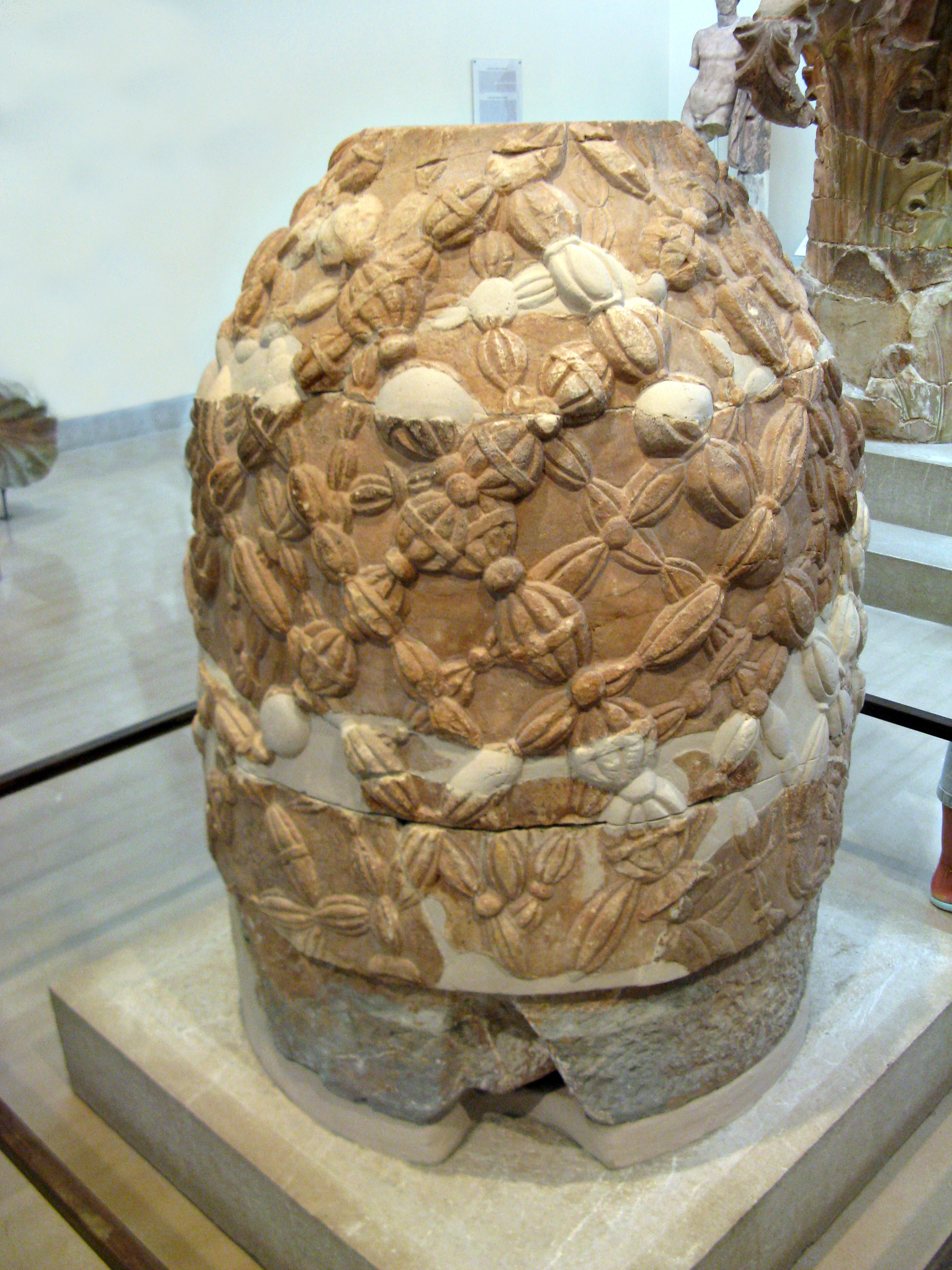
Omfalos

Na wystawie prezentowane są m.in. dary wotywne Daochosa II, omfalos – uważany przez starożytnych Greków za pępek świata (hellenistyczna lub rzymska kopia archaicznego omfalosa), kolumna akantowa – „tancerki delfickie” oraz liczne posągi z późnego okresu klasycznego i epoki hellenistycznej.

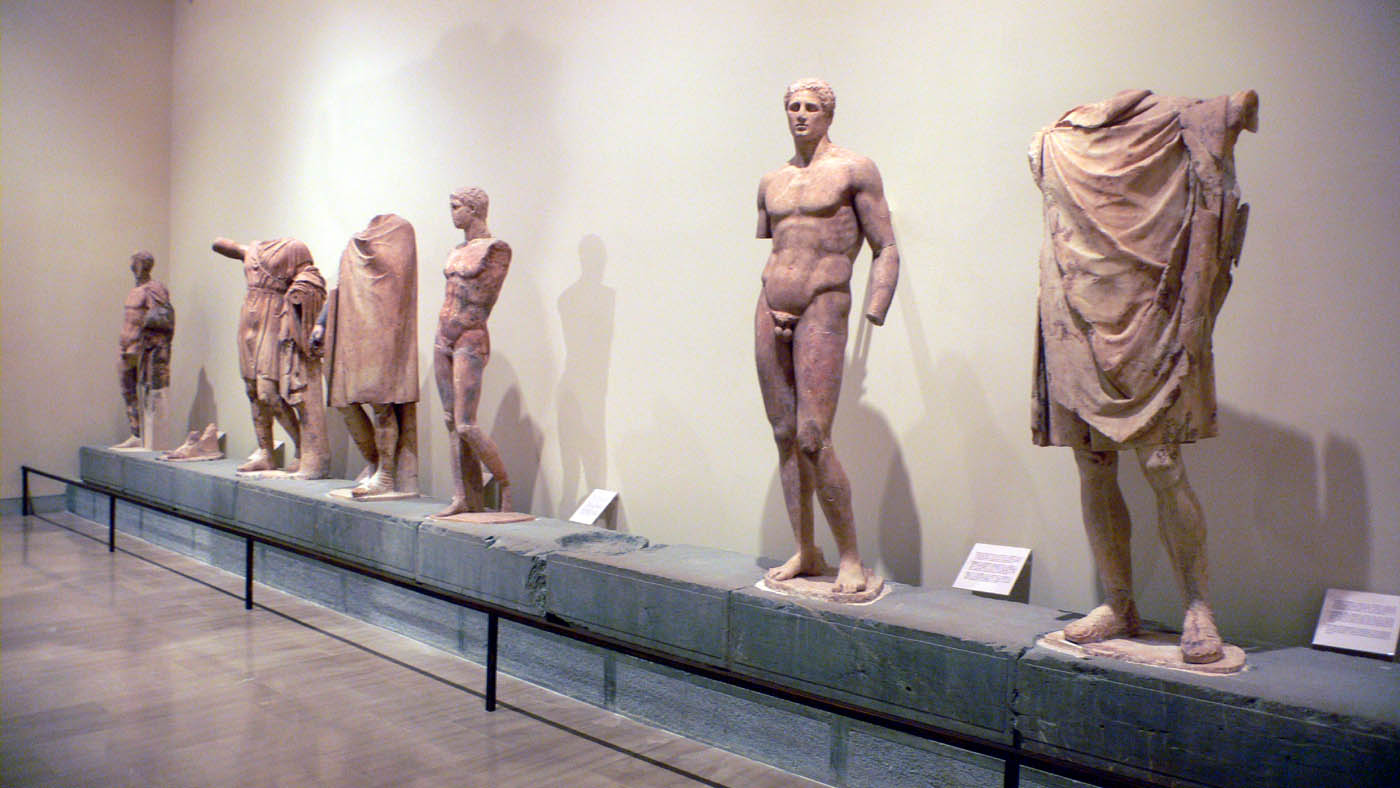
Dary wotywne Daochosa II
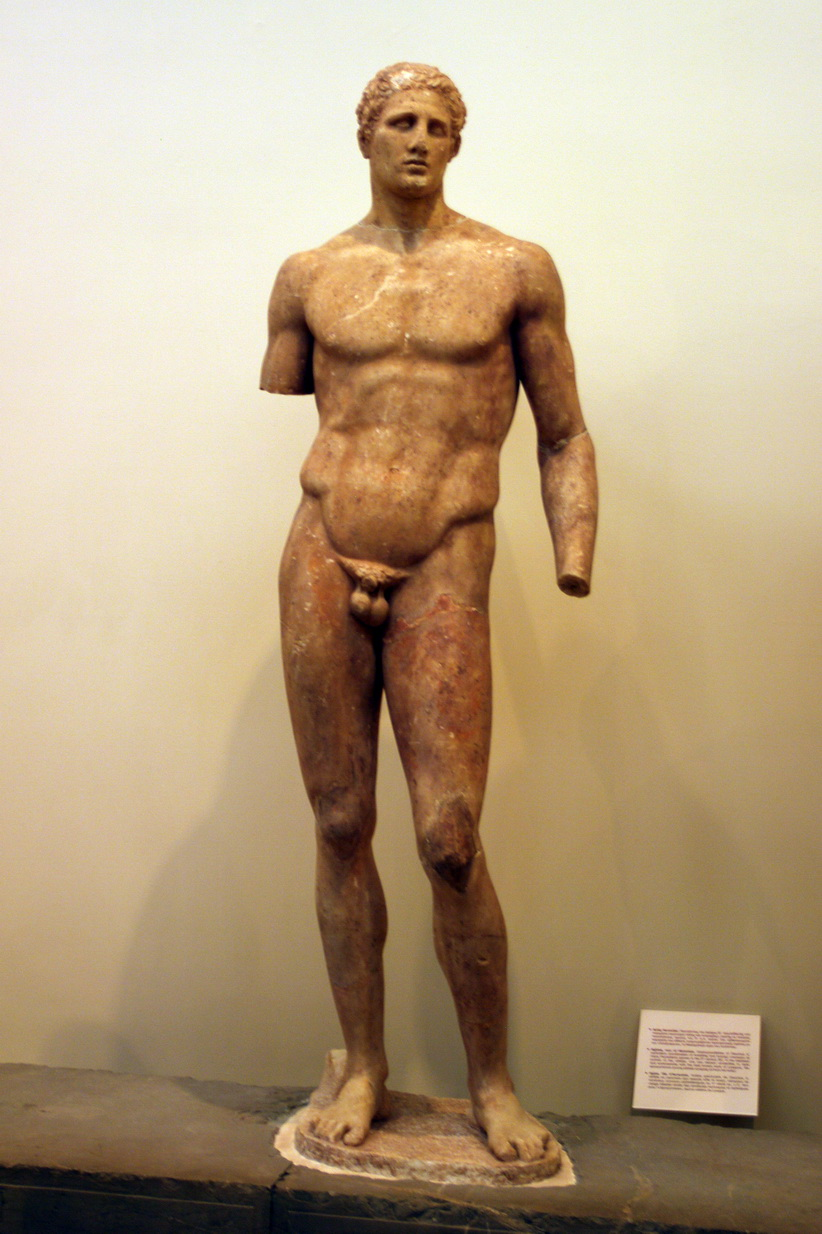
Statua Agiasza, dar wotywny Daochosa II
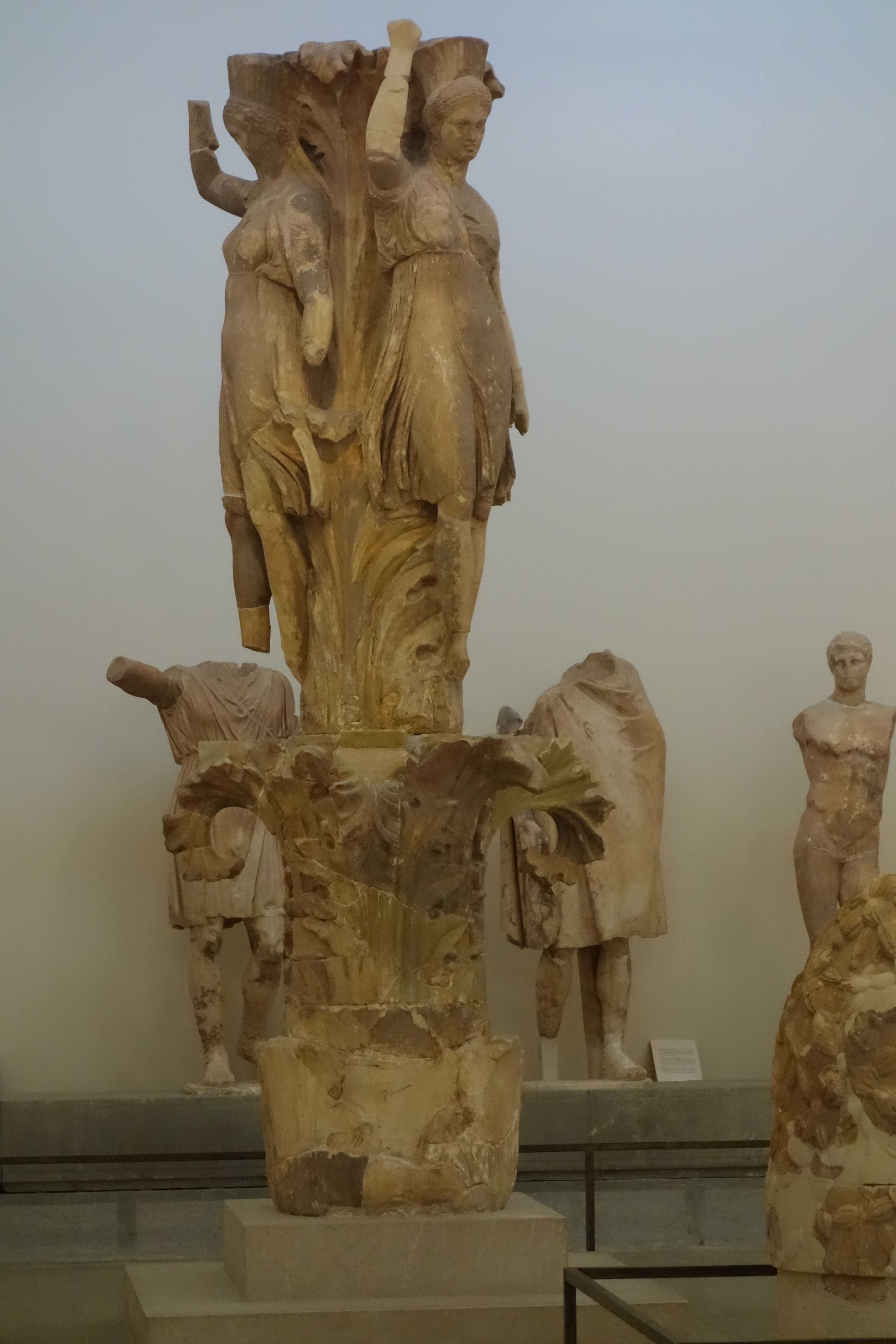
Tancerki delfickie

### Galeria XII: późny okres hellenistyczny i czasy rzymskie
W galerii wystawiany jest m.in. fryz – dar wotywny Lucjusza Emiliusza Paulusa Macedońskiego, okrągły ołtarz, posąg Antinousa – ulubieńca cesarza Hadriana, który utonął w Nilu i pośmiertnie cesarz ogłosił go herosem, umieszczając posągi młodzieńca w wielu świątyniach starożytnego świata, domniemana głowa konsula rzymskiego Tytusa Kwinkcjusza Flamininusa oraz liczne przedmioty metalowe z okresu rzymskiego.

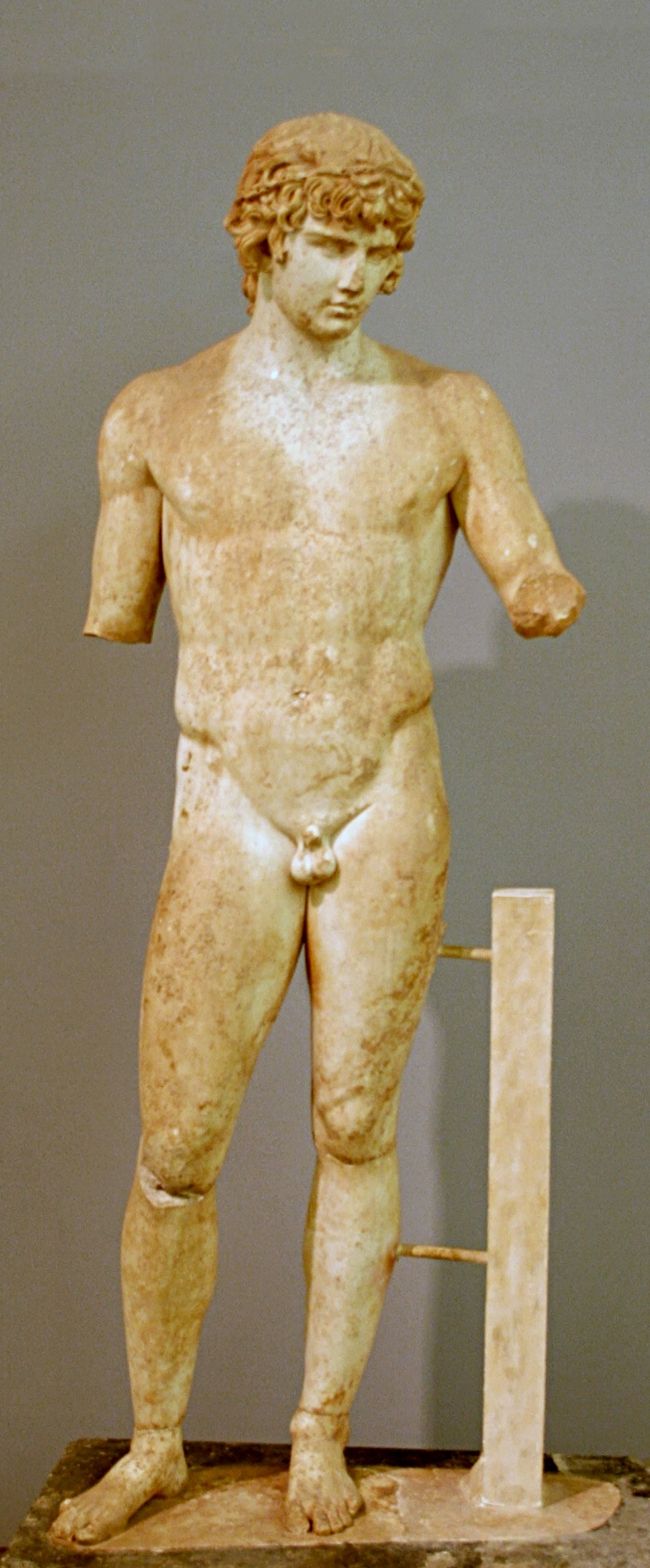
Posąg Antinousa
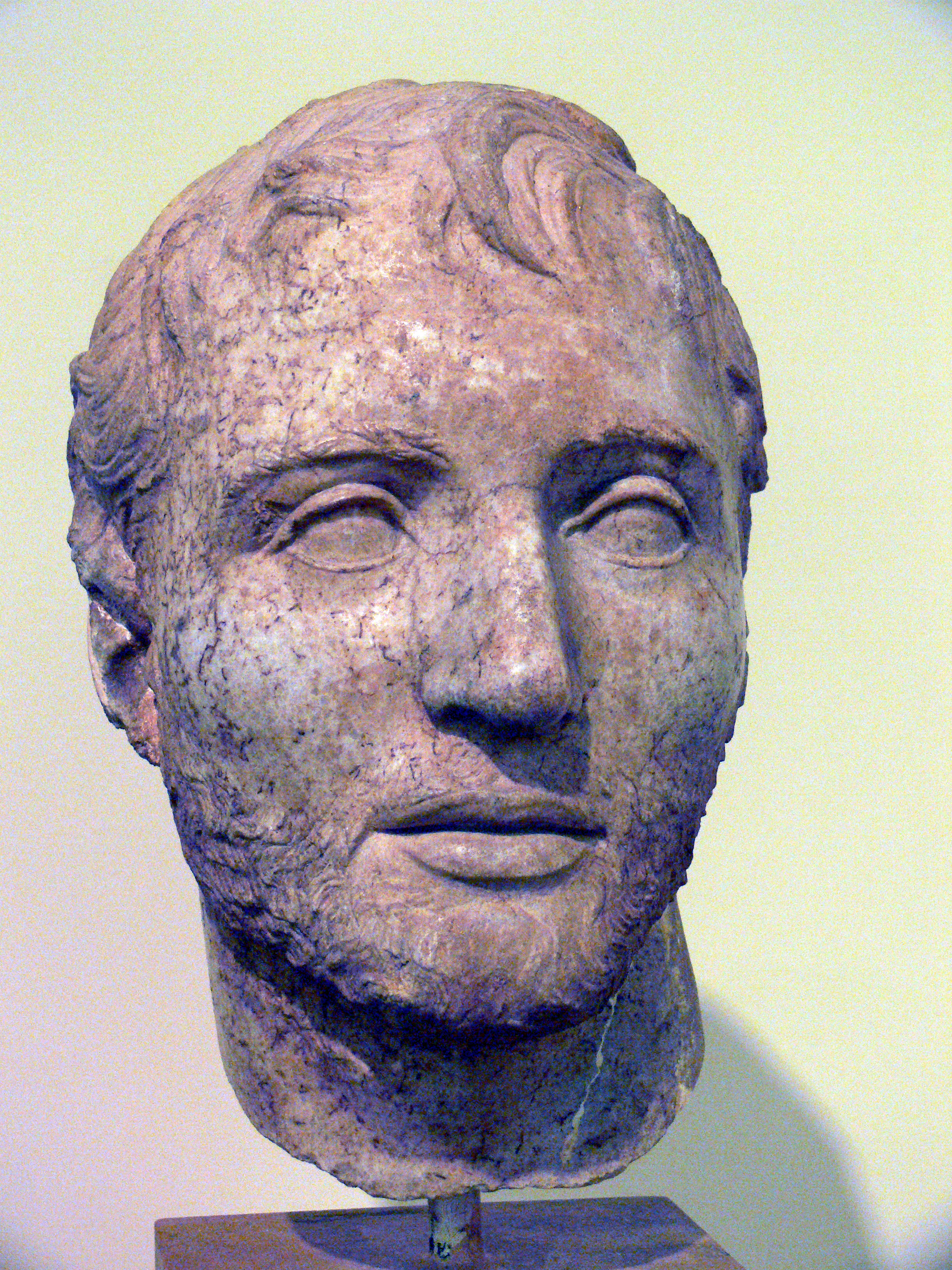
Głowa Tytusa Kwinkcjusza Flamininusa
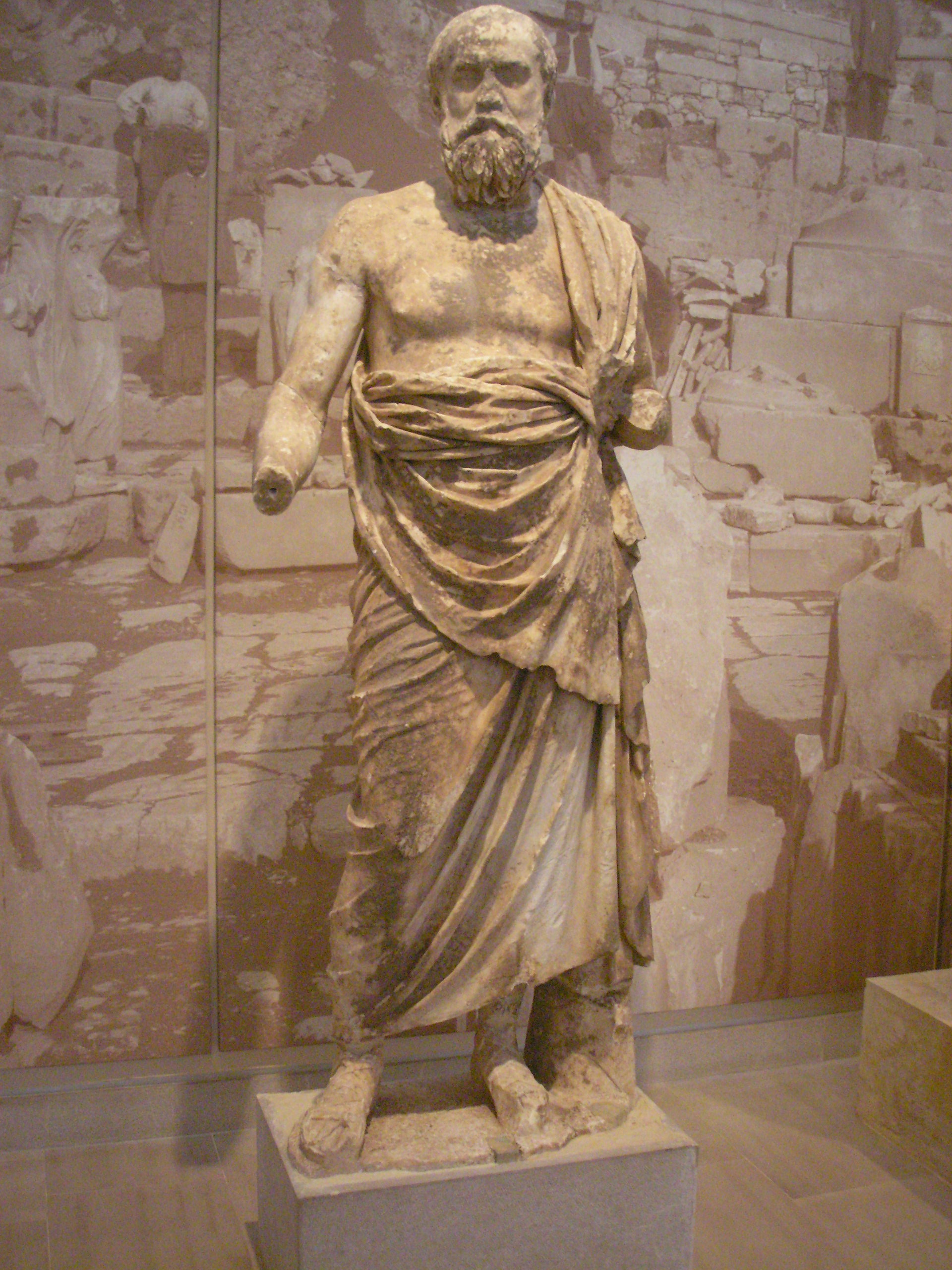
Posąg filozofa

### Galeria XIII: Woźnica

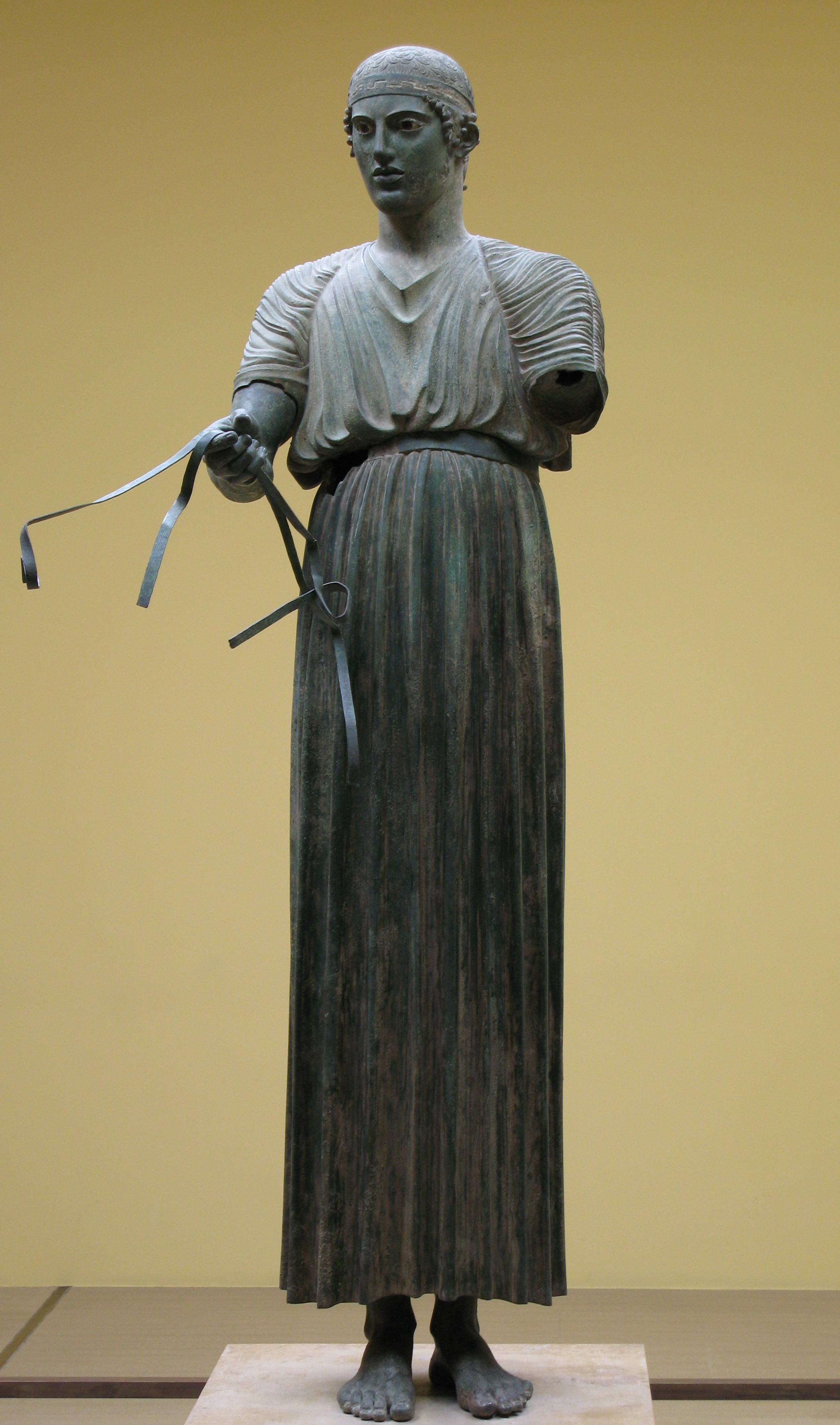
Auriga z Delf

W galerii prezentowany jest Auriga delficki – posąg z brązu przedstawiający mężczyznę w chitonie – woźnicę (aurigę) zaprzęgu konnego z grupy rzeźbiarskiej, dar Polizalosa z Geli na pamiątkę jego zwycięstwa w igrzyskach pytyjskich 478 lub 474 roku p.n.e. Uważany jest czasem za dzieło Pitagorasa z Region.

### Galeria XIV: schyłek sanktuarium
Na wystawie prezentowane są artefakty związane z ostatnimi latami działalności sanktuarium – inskrypcje, przedstawienia cesarzy rzymskich, elementy architektoniczne i lampy z symbolami chrześcijańskimi.

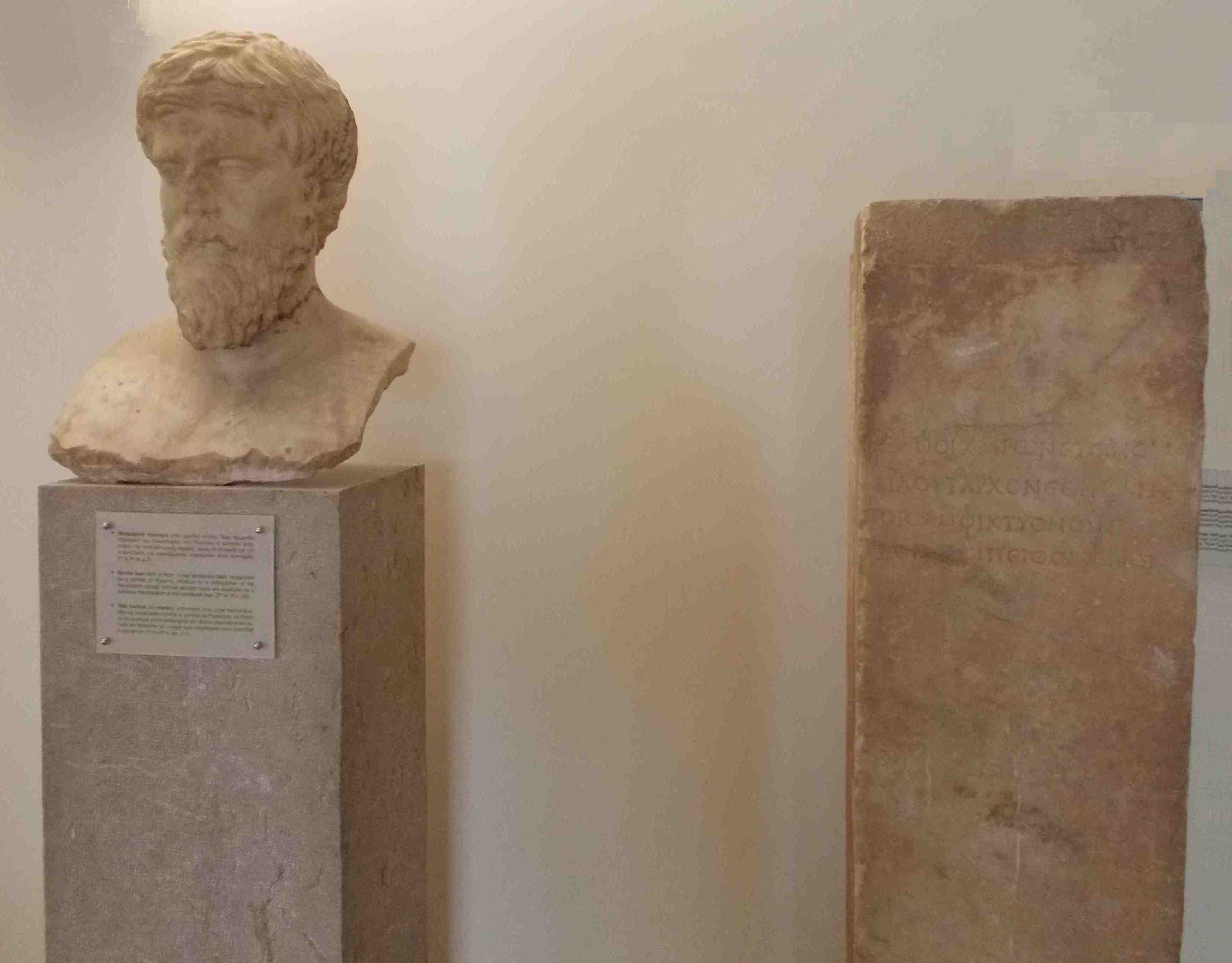
Głowa filozofa
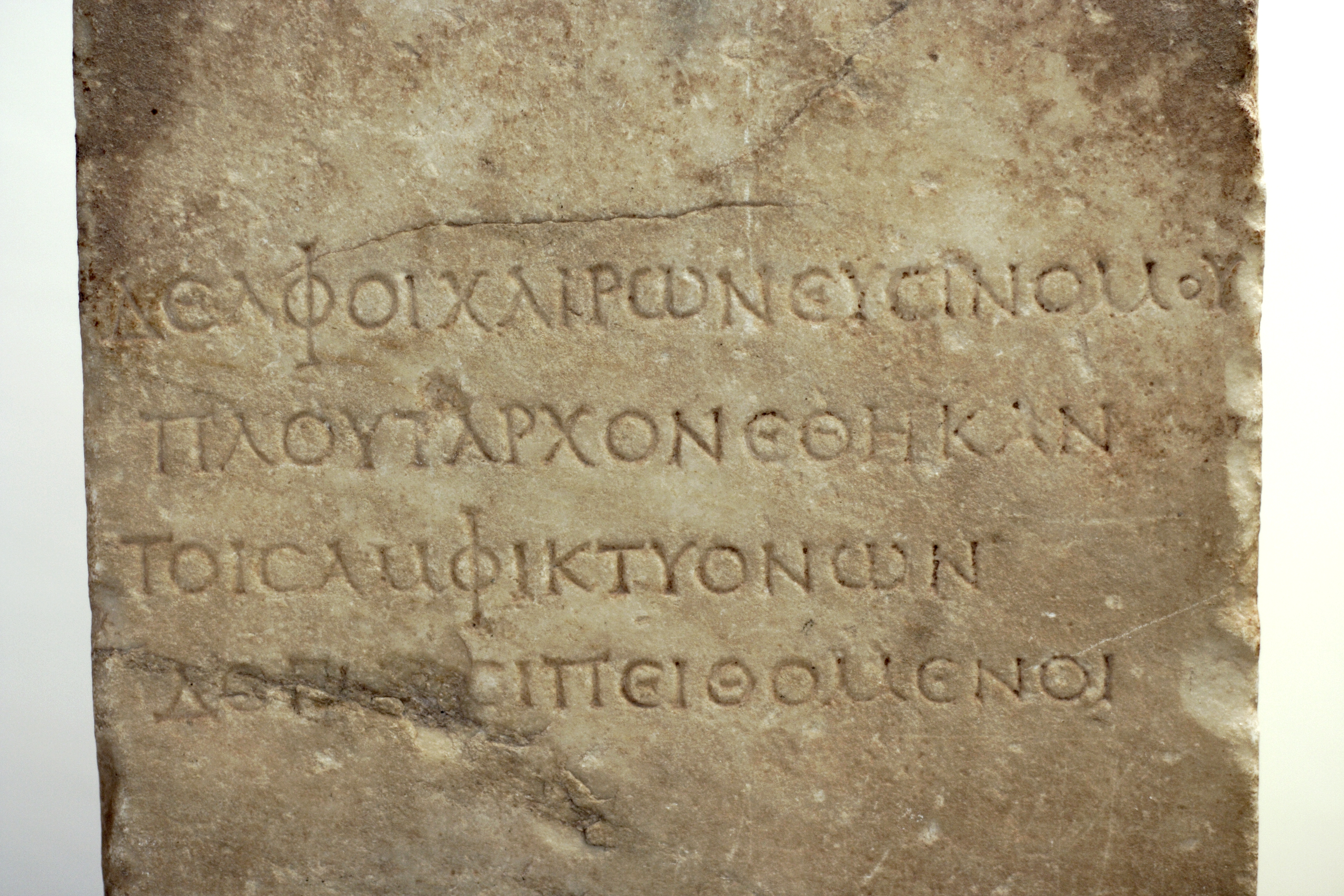
Inskrypcja wotywna
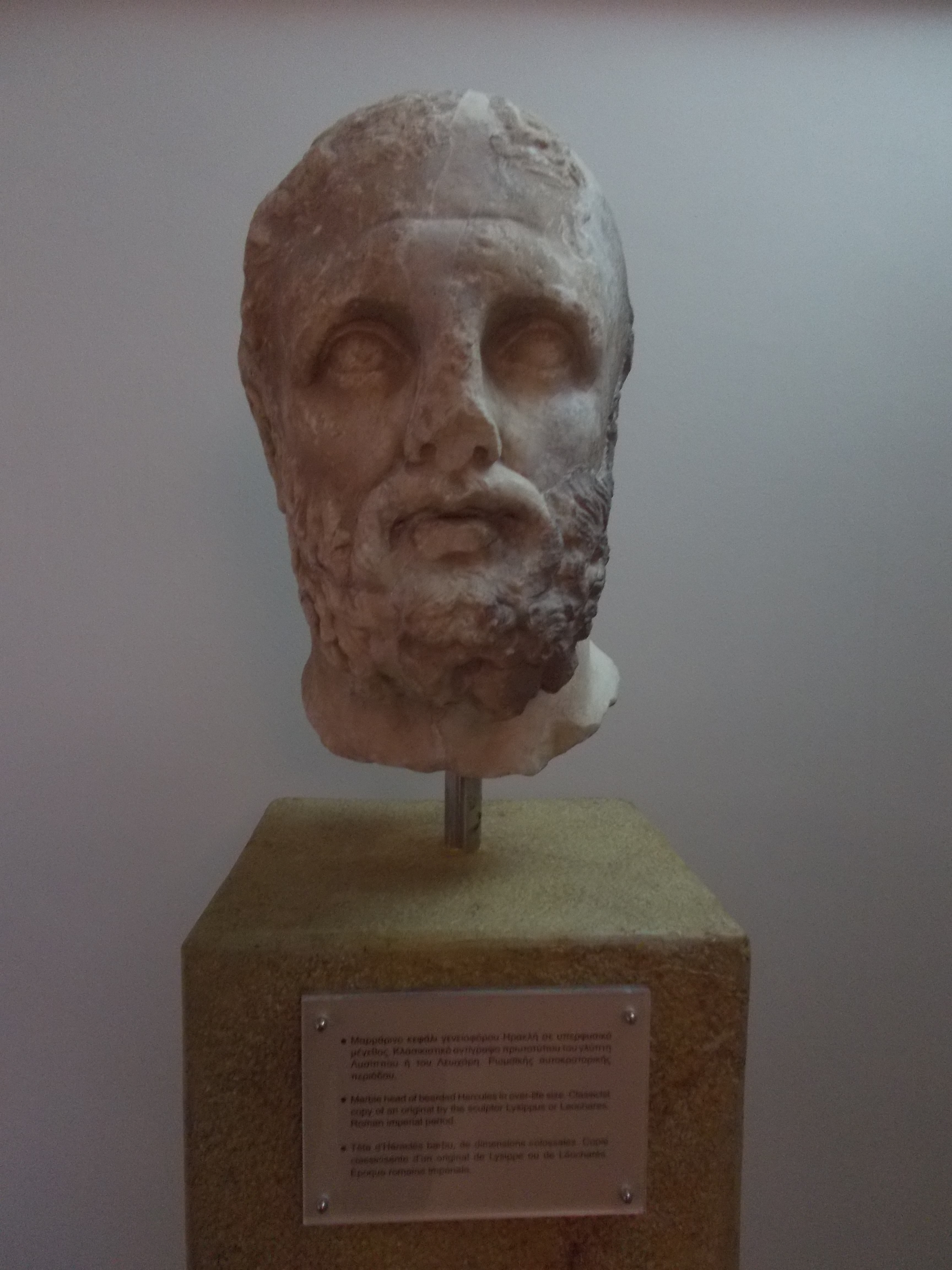
Marmurowa głowa